# Івиця Чуляк
Satan Panonski (справжнє ім'я — Івіца Чуляк, хорв. Ivica Čuljak) (нар.4 червня 1960, село Черич — пом. 20-27 січня 1992, Вінковці) — югославський та хорватський панк-музикант, поет, художник, артист та фрік. Відомий своїми епатажними виступами під час яких, співаючи часто наносив собі порізи, поранення тощо. Деякі фанати панк-року порівнюють цього артиста зі скандальним GG Allin. Сам Івіца Чуляк називав жанр у якому виступав — «Hard Blood Shock».

## Початок кар'єри
Інтерес до панк року виник у Івіци Чуляка в кінці 70тих після відвідання родичів у ГДР. Повернувшись у Вінковці («місто наркоманів, збоченців і злодіїв» — як він сам пізніше згадував) він почав виступати у 1980 році з гуртом «Pogrebi X», що був однією з перших панк-груп Югославії (при цьому основною ідеологією гурту був цілковито аполітичний панк рок). У 1981 році стався трагічний інцидент: на концерті місцевої естрадної зірки нетверезий Чуляк вступив у конфлікт з кількома іншими відвідувачами і, після того як вони почали його бити, він, перевищуючи необхідні міри самооборони, вбив людину 14-ма ножовими пораненнями. Його засудили до 12 років ув'язнення, але, враховуючи важкий емоційний стан та певні психичні розлади, що проявились внаслідок цієї події, вирок змінили. Івіца був зобов'язаний постійно лікуватись у психіатричній лікарні, звідки через декілька років його почали відпускати на вихідні дні та свята для «соціалізації».

## Кар'єра Satana Panonski
Івіца Чуляк повернувся на сцену у середині 80-их вже самостійно, під псевдонімом Satan Panonski. Стверджується, що його псевдонім і ідеологія жодним чином не стосувалися сатанізму, натомість цей псевдонім він взяв під впливом імен і кличок, які надавали йому місцеві жителі, шоковані його виступами. Івіца Чуляк активно пропагував гомосексуальність, а основою його концертних шоу були мазохістичні («аутоагресивні» як він називав їх сам, наголошуючи на різницю в цих термінах) акти та поведінка фріка. На концертах Satan розбивав об голову пляшки, різав своє тіло бритвою, намагався себе придушити, підпалював одежу на собі та гасив свічки об своє тіло тощо. А також переодягався у античних воїнів, жінок, відьом та солдатів. Всі концерти були побудовані на імпровізації і не були схожі один на одного. Деякі концерти нагадували таємничі містичні обряди, основою інших було читання віршів. Чуляк характеризував свій творчий посил наступним чином: «коли люди шоковані, я знаю, що вони будуть слухати мене. Через акти аутоагресії я даю вихід своїй ментальній болі, а також утримую увагу глядачів, які в цей час звільняются від цивілізаційних ментальних барикад і надбудов».

## Хорватсько-сербська війна
Під час розпаду Югославіі більшість рок-музикантів покинули країну, але Чуляк залишився і 1991 року вступив до хорватської армії. Найімовірніше, він пішов на війну задля захисту своєї родини, яка опинилася на «окупованій» території. Так чи інакше, вже під час війни він записав альбом переважно з патріотичними піснями, які разюче відрізнялися від попередніх його аполітичних типово панківських пісень.

## Загибель
Івіца Чуляк загинув приблизно в 20-х числах січня 1992 року. Стосовно цієї події існують декілька версій, з них найпоширеніші:
- під час бою впав, біжучи з гвинтівкою в атаку, після чого зброя вистрілила в нього.
- його вбив хтось зі своїх, через несприйняття образу Чуляка.
- Найбільш вирогідна версія: "Після інтерв'ю місцевому радіо, де він рішуче розкритикував політиків, що розв'язали цю війну, Чуляк у стані сильного алкогольного сп'яніння впав, підковзнувшись на льоду і випадково вистрелив у себе під час падіння.

## Значення
У кінці 1980-их концерти Satana проходили в найбільших містах Югославії, зокрема, в Белграді, Сараєво та інших. Він давав численні інтерв'ю центральним радіоканалам країни, та й узагалі був утіленням всього неформального руху в цьому регіоні. Івіца Чуляк випустив три альбоми. Також існують декілька десятків аматорських записів його концертів, найбільш ранні з яких датуються 1981 та 1985 роками. Альбоми Чуляка та деякі концертні записи були перевидані 2002 року.

## Дискографія
- Ljuljamo ljubljeni ljubičasti ljulj (1989)
- Nuklearne olimpijske igre (1990)
- Kako je punker branio Hrvatsku (1992)